# Zamużannie (przystanek kolejowy)
Zamużannie (biał. Замужанне, ros. Замужанье) – przystanek kolejowy w miejscowości Zamużannie, w rejonie borysowskim, w obwodzie mińskim, na Białorusi. Leży na linii Moskwa - Mińsk - Brześć.